# Maria Conga
Maria Conga é uma  falange de preta-velha que incorpora em médiuns dentro dos rituais umbandistas.
Após a publicação do decreto municipal que tornou a Umbanda um patrimônio imaterial do Rio de Janeiro, a Tenda Vovó Maria Conga de Aruanda, no bairro do Estácio, foi o primeiro centro de umbanda a ser cadastrado.